# Alina Szapocznikow

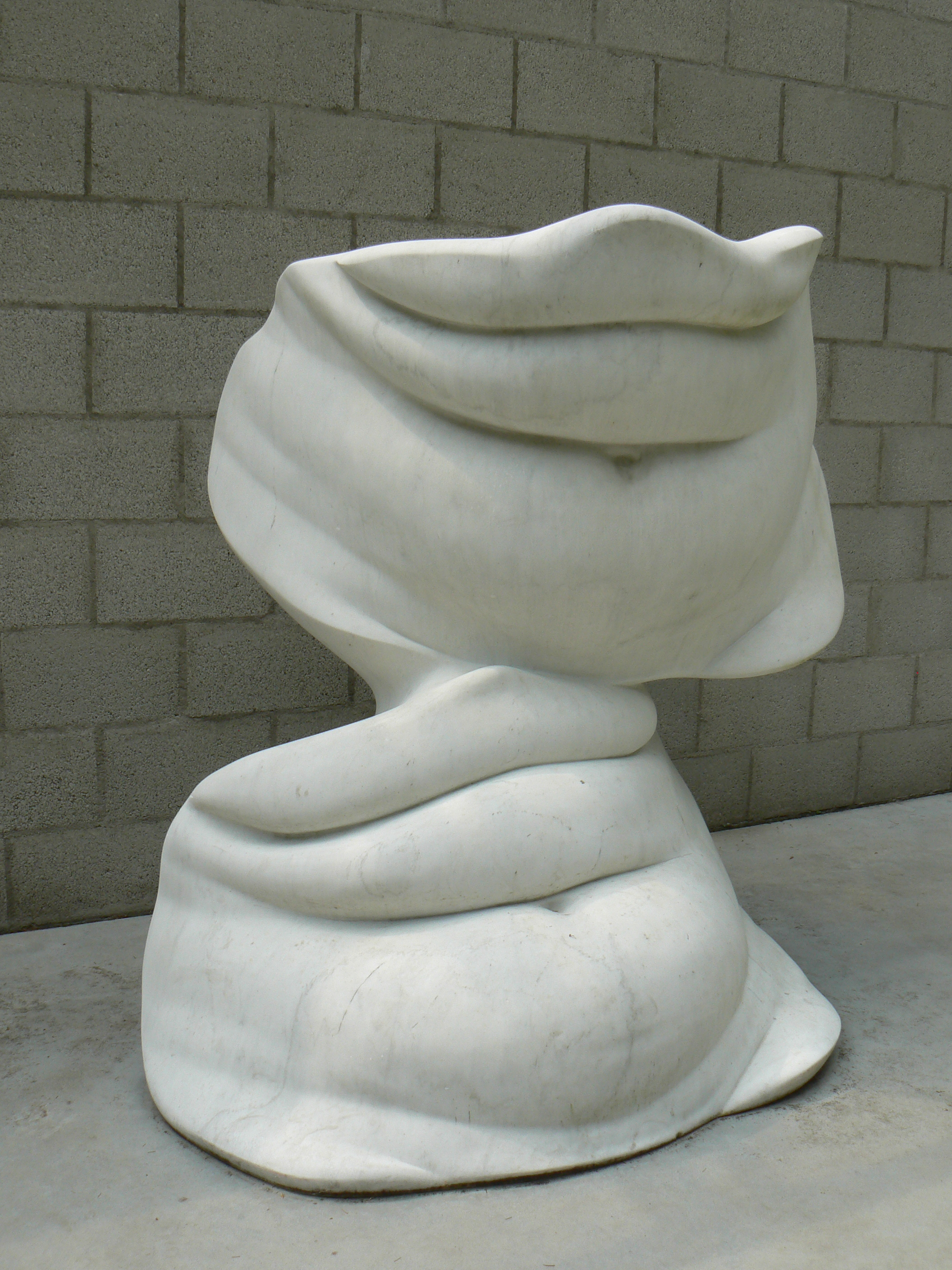
Bellies (1968)

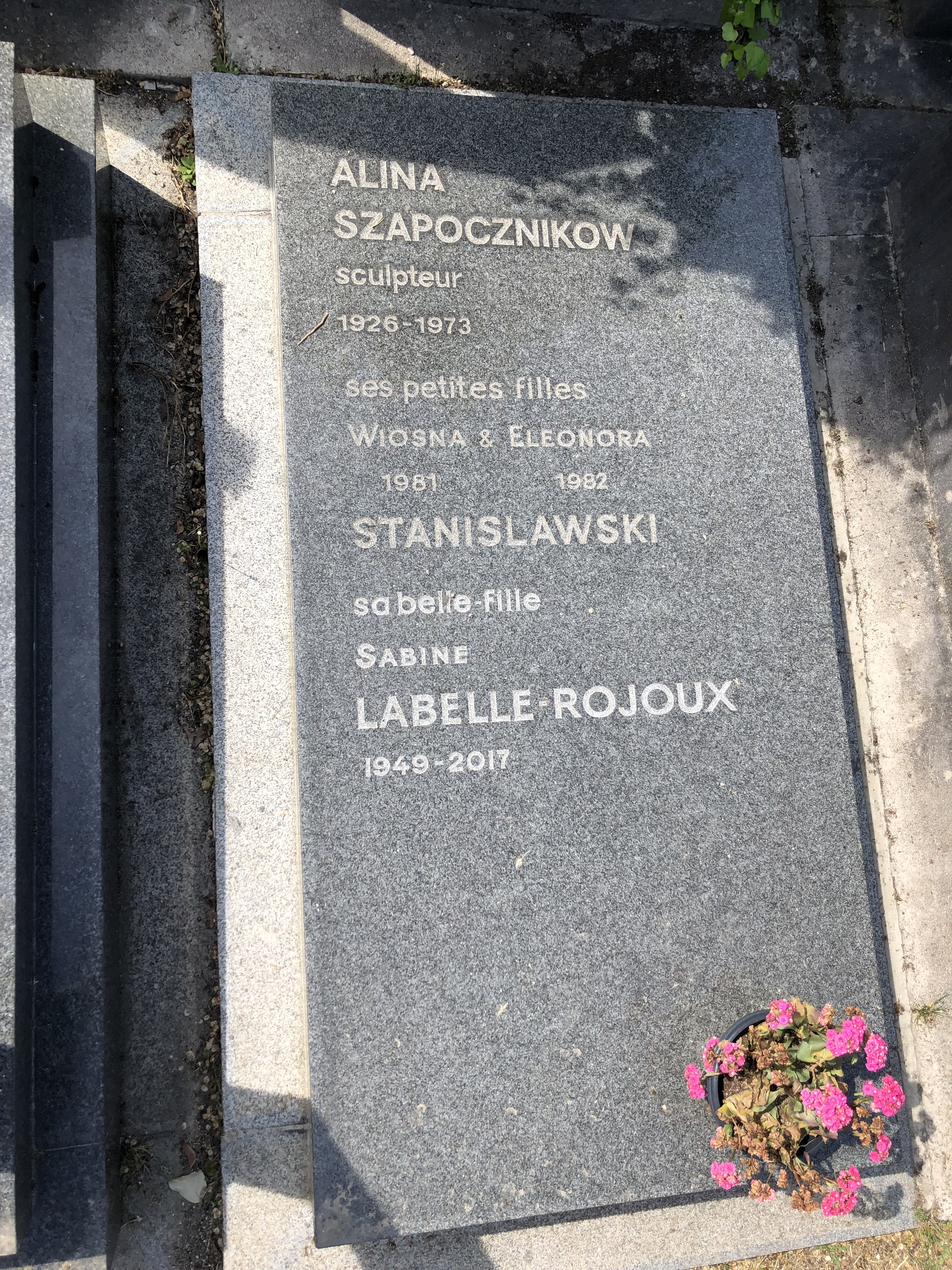
Grab auf dem Friedhof Montparnasse

Alina Szapocznikow (anhörenⓘ) (* 16. Mai 1926 in Kalisz, Polen; † 2. März 1973 in Passy, Frankreich) war eine polnische Bildhauerin und Grafikerin.

## Leben
Aus einer jüdischen Arztfamilie stammend, wurde sie während des Zweiten Weltkrieges in den Ghettos von Pabianice und Litzmannstadt (Łódź), dann in den Konzentrationslagern Auschwitz-Birkenau, Bergen-Belsen und im Ghetto Theresienstadt gefangengehalten.
Nach Kriegsende studierte sie zunächst 1946 bis 1947 Bildhauerei in Prag, anfänglich im Atelier von Otakar Velímský, dann in der Prager Hochschule für Design. Dank eines Stipendiums konnte sie ihr Studium in den Jahren 1947 bis 1950 an der Pariser École nationale supérieure des beaux-arts fortsetzen, musste es allerdings wegen einer schweren Erkrankung wieder abbrechen und nach Polen zurückkehren.
1963 kam sie erneut, und nun für immer, nach Paris, wo sie 1969 an Brustkrebs erkrankte und schließlich 1973 im Sanatorium Praz-Coutant in Passy (Haute-Savoie) verstarb.
Sie war Ehefrau des polnischen Kunsthistorikers Ryszard Stanisławski, ihr Sohn Piotr wohnt in Frankreich. Nach ihrer Scheidung von Stanisławski heiratete sie den polnischen Grafiker Roman Cieślewicz, mit dem sie bis zum Tod verheiratet blieb.
Alina Szapocznikows Grab befindet sich auf dem Friedhof Montparnasse, division 9, 7ième ligne sud, 11 est in Paris.

## Kunstschaffen
Während des Aufenthaltes in Polen schuf sie ausdrucksstarke figurative Skulpturen. In Paris begann sie mit farbigen Abgüssen des eigenen Körpers in Polyester und Polyurethan zu experimentieren. In den letzten Lebensjahren war ihr Werk durch den nahenden Tod überschattet. Die Abgüsse ihres Körpers sollten das schwindende Leben für die Ewigkeit festhalten.
Ihre von weltbekannten Künstlern wie Marcel Duchamp, Jean Arp, Max Ernst und Roberto Matta ausgewählte Assemblage „Goldfinger“ wurde 1965 mit dem Preis der Copley-Stiftung ausgezeichnet.
Szapocznikows Werke wurden 2007 auf der Documenta 12 in Kassel ausgestellt und befinden sich auch u. a. in den Sammlungen des MOMA in New York, des Museum of Contemporary Art in Los Angeles, im Pariser Centre Pompidou und in der Londoner Tate Gallery.
Das Schaffen der Künstlerin wurde Gegenstand mehrerer Dokumentarfilme, allen voran einer schon wenige Tage nach ihrem Tod in ihrem Atelier in Malakoff bei Paris aufgenommenen Video-Dokumentation des polnischen Regisseurs Krzysztof Tchórzewski, gefolgt von dem 1975 entstandenen Dokumentarfilm Ślad (dt. Die Spur) der polnischen Regisseurin Hanna Włodarczyk. 1998 schließlich entstand, wieder in der Regie Krzysztof Tchórzewskis, der 48-minütige Dokumentarfilm In articulo mortis. Alina Szapocznikow (1926-1973).

## Ausstellungen
- Kunstmuseum Ravensburg: Alina Szapocznikow – Körpersprachen, 15. März bis 6. Juli 2025[2]